# Heinz Bäurich
Heinz Bäurich (* 1935) ist ein deutscher Sachbuchautor und ehemaliger Hochschullehrer.

## Leben und Wirken
Einem Studium im Fach Elektrotechnik folgte im Jahr 1971 die Promotion im Fach Mathematik an der TU Dresden. Die Dissertation trug den Titel Aufstellung eines mathematischen Modells der Stacheldrahtwand (Crosstie-Wand) mit Bloch-Linien und wechselnd polarisierten Neel-Wandstücken in dünnen magnetischen Schichten. Mathematik und Physik waren seit 1948 sein Hobby. 
Eine pädagogische Ausbildung schloss er mit der Lehrberechtigung für Ingenieurschulen ab.

## Veröffentlichungen (Auswahl)
- Aufstellung eines mathematischen Modells der Stacheldrahtwand (Crosstie-Wand) mit Blochlinien und wechselnd polarisierten Neelwandstücken in dünnen magnetischen Schichten, 1971, 308 Seiten.
- Ist eine Gesellschaft ohne Regierung möglich?: Sollen sich wenige Menschen mit ihren Interessen über andere stellen oder alle gemeinsam ihre Lebensart bestimmen?, Pro BUSINESS, 2016, 150 Seiten.
- Mit Hans Barthold: Die Mikroprozessoren U 808 D, U 880 D und 8080. Militärverlag der Deutschen Demokratischen Republik, 1982, 120 Seiten.
- Grundlagen der Mikrorechentechnik Militärverlag der Dt. Demokrat. Republik, 1985, 183 Seiten.
- Mit Hans Barthold: Periphere Rechnerschaltkreise, Militärverlag der Dt. Demokrat. Republik, 1982, 108 Seiten.
- Mit Hans Barthold: Einführung in die 16-Bit-Mikrorechentechnik [Sechzehn-Bit-Mikrorechentechnik] mit dem K 1810 WM 86, Militärverl. d. Dt. Demokrat. Republik, 1988, 159 Seiten.
- Internes Arbeitsmaterial zum Lehrgang „Mikrorechentechnik“, Kammer d. Technik, Bezirksverb. Berlin, Bereich Weiterbildung, 1980, 53 Seiten.
- Einführung in die Experimentautomatisierung, Akad.-Verlag, 1988, 420 Seiten.
- Mit Hans Barthold: Periphere Schaltkreise: Programmbeispiele Militärverl. d. DDR, 1985, 140 Seiten.